# Nunarsuaq
Nunarsuaq [nuˈnɑsːuɑq] (nach alter Rechtschreibung Nunarssuaĸ) ist eine wüst gefallene grönländische Siedlung im Distrikt Nanortalik in der Kommune Kujalleq.

## Lage
Nunarsuaq liegt auf der gleichnamigen Insel, wobei die genaue Position unbekannt ist. Direkt nördlich der Insel befindet sich die Halbinsel, an deren Westküste Narsarmijit liegt.

## Geschichte
Nunarsuaq war ein Wohnplatz im 19. Jahrhundert. Unter anderem ist eine Besiedelung zwischen 1837 und 1853 belegt. 1869 wurde dort eine Wohnung für den Handelsverwalter errichtet und 1888 ein Speckhaus mit Laden. Der Ort war jedoch vor 1900 verlassen und wurde nur noch als Sommerplatz für die Jagd auf Klappmützen von den Bewohnern von Pamialluk genutzt.